# أسل صغير
أسل صغير (الاسم العلمي: Juncus pusillus) نوع نباتي يتبع جنس الأسل وينتمي إلى الفصيلة الأسلية.